# Cryptops socotrensis
Cryptops socotrensis är en mångfotingart som beskrevs av Pocock 1903. Cryptops socotrensis ingår i släktet Cryptops och familjen Cryptopidae. Inga underarter finns listade i Catalogue of Life.